# Heteropogon loewi
Heteropogon loewi là một loài ruồi trong họ Asilidae. Heteropogon loewi được Lehr miêu tả năm 1970. Loài này phân bố ở vùng Cổ Bắc giới.